# Karel Habsbursko-Lotrinský
Karel Habsbursko-Lotrinský, nebo též Karel Habsburský (německá podoba jeho jména je Karl (von) Habsburg-Lothringen, panovnickým jménem Jeho císařská a královská Výsost arcivévoda Karel Rakouský, * 11. ledna 1961, Starnberg, Bavorsko, Německo), je příslušník bývalé vládnoucí habsbursko-lotrinské dynastie, někdejší rakouský politik za Rakouskou lidovou stranu (Österreichische Volkspartei / ÖVP), mediální podnikatel od roku 1984 též původní profesí agronom a lesník.
Od ledna 2002 do ledna 2003 byl generálním ředitelem Organizace nezastoupených států a národů (UNPO). V rakouské armádě sloužil jako vojenský pilot, dosáhl hodnosti kapitána.
V letech 2014 až 2020 byl předsedou organizace na ochranu kulturních statků Blue Shield International a předtím v letech 2008 až 2014 předsedal Sdružení národních výborů ANCBS (Association of National Committees of the Blue Shield).

## Život a činnost

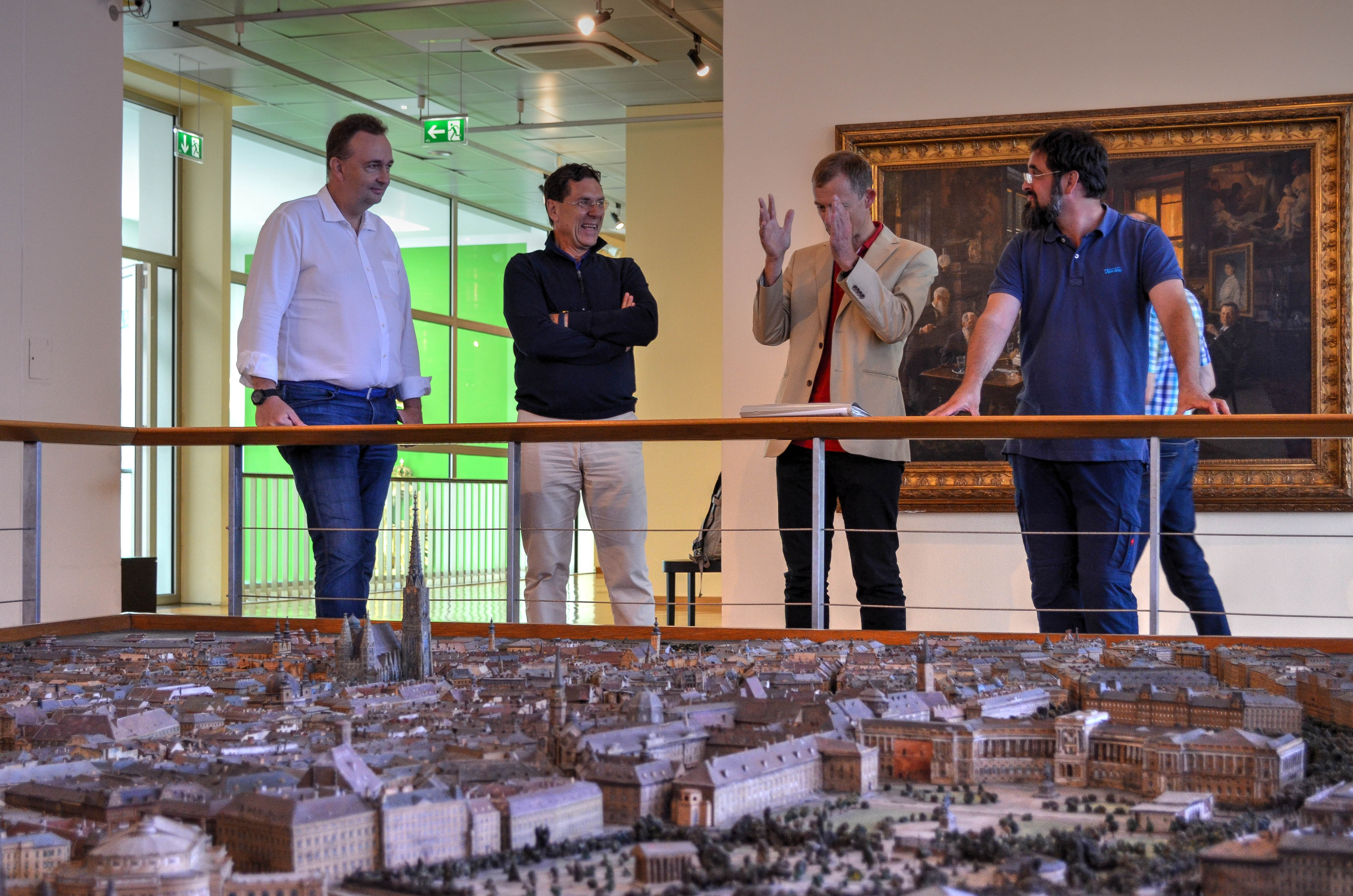
Diskuse o urbanistickém rozvoji města Vídně. Zleva: Karel Habsbursko-Lotrinský, Kurt Luger, zcela vpravo prof. Friedrich Schipper. Srpen 2016

Narodil se jako prvorozený syn bývalého rakouského, českého a uherského korunního prince Oty a Reginy Sasko-Meiningenské a jako vnuk posledního rakouského císaře, uherského a českého krále Karla I. Byl pokřtěn celým jménem jako Karl Thomas Robert Maria Franziskus Georg Bahnam Habsburg-Lothringen, arcivévoda rakouský 
Základní školu vychodil v bavorském Pöckingu a poté vystudoval jazykové gymnázium v Tutzingu. V roce 1981 nastoupil studium práv na univerzitě v Salcburku a od roku 1983 také španělštinu a politologii. Studium práv bez titulu dokončil v roce 1993 a začal individuální studium, které kombinovalo prvky starověké historie s právními aspekty. V roce 2012 zakončil studium na IMADEC University s titulem Executive MBA.
Vojenskou službu vykonával v ozbrojených silách, kde absolvoval pilotní výcvik jako roční dobrovolník a v současné době je kapitánem letectva v záloze.
V květnu 1990 osobně vedl humanitární konvoj do Vilniusu s potravinami, léky a oděvy jako zástupce Panevropské unie v reakci na blokádu uvalenou tehdy Sovětským svazem po neuznání nezávislosti Litvy v březnu 1990. Během občanské války v Jugoslávii v roce 1991 Karel Habsburský zorganizoval mezinárodní pomoc proti ničení kulturního dědictví v Dubrovníku a bývalé Jugoslávii.
Od 1. ledna 2007 je Karel Habsbursko-Lotrinský hlavou habsbursko-lotrinského rodu. V letech 1996–1999 byl poslancem Evropského parlamentu za Rakouskou lidovou stranu.

### Funkce a tituly
Karel Habsburský je od roku 1961 členem Řádu zlatého rouna, jehož je též od 30. listopadu 2000 (den sv. Ondřeje) velmistrem. Je nositelem velkokříže suverénního Řádu maltézských rytířů, členem rytířského Řádu sv. Šebestiána v Evropě a čestným členem Řádu německých rytířů. Dále je velmistrem Řádu sv. Jiří – evropského řádu Domu Habsbursko-Lotrinského.
Ve své vlasti nemá uznaný žádný platný šlechtický či panovnický titul, neboť ty byly v Rakousku zrušeny tzv. Habsburským zákonem, a tak zde smí užívat pouze své občanské jméno Karl Habsburg nebo Karl Habsburg-Lothringen. V roce 2011 jej přesto papež Benedikt XVI. ve veřejných prohlášeních opakovaně oslovil jako (Jeho císařskou Výsost) arcivévodu Karla Rakouského. Rovněž vídeňským arcibiskupem kardinálem Christophem Schönbornem a papežským nunciem v zemi je též zmiňován jako arcivévoda, stejně tak ze strany monarchistů je považován za následníka trůnu označován jako Karl II. Rakouský, Károly V. Maďarský (Uherský) nebo Karel IV. Český.
Od roku 1986 do 16. dubna 2024 byl prezidentem Panevropského hnutí Rakouska, od 16. dubna 2024 je čestným prezidentem Panevropského hnutí Rakousko. Kromě toho je zakladatelem a předsedou „Panevropského spolku Alpen-Adria“. Je také nejvyšším představitelem Akademického zemského spolku rakouských katolíků (K.Ö.L.), čestným předsedou (od roku 1998) Evropského společenství vojenského parašutismu, reg. sdružení Assiette d'Honneur en Etain, des Brevet de Parachutisme Militaire Européen Honoraire (AEPM), od roku 2002 držitelem La Grande Medaille d'Or avec Ruban Merite Philanthropique a od roku 2003 nositelem La Croix de Commandeur Evropského společenství vojenského parašutismu. Předsedá Mezinárodnímu výboru Modré štíty, což je kulturní ekvivalent Mezinárodního červeného kříže pro záchranu památek a kulturního dědictví. Na rok 2002 byl jmenován výkonem funkce generálního tajemníka Organizace nezastoupených států a národů (UNPO).
Vedle své činnosti coby blízký spolupracovník salcburského zemského hejtmana Haslauera byl v letech 1996 až 1999, po velice úspěšné předvolební kampani, poslancem Evropského parlamentu za Rakouskou lidovou stranu (ÖVP), kde se zasadil zejména za práva menšin. Karel vzbudil též pozornost svým neobvykle konzervativním prohlášením, např. svým přirovnáním abortivního prostředku Mifegyne k trestu smrti. Jeho politická kariéra skončila v souvislosti s tzv. „dárcovským skandálem World Vision“. Jednalo se o převod darovaných prostředků od World Vision na Panevropské hnutí, tehdejším generálním tajemníkem rakouské pobočky Panevropské unie, Wolfgangem Kronesem. Ten byl následně odsouzen. Karel Habsburský byl v této souvislosti některými novináři nařčen z nedostatečného dohledu nad svým generálním tajemníkem.

### Soukromý život

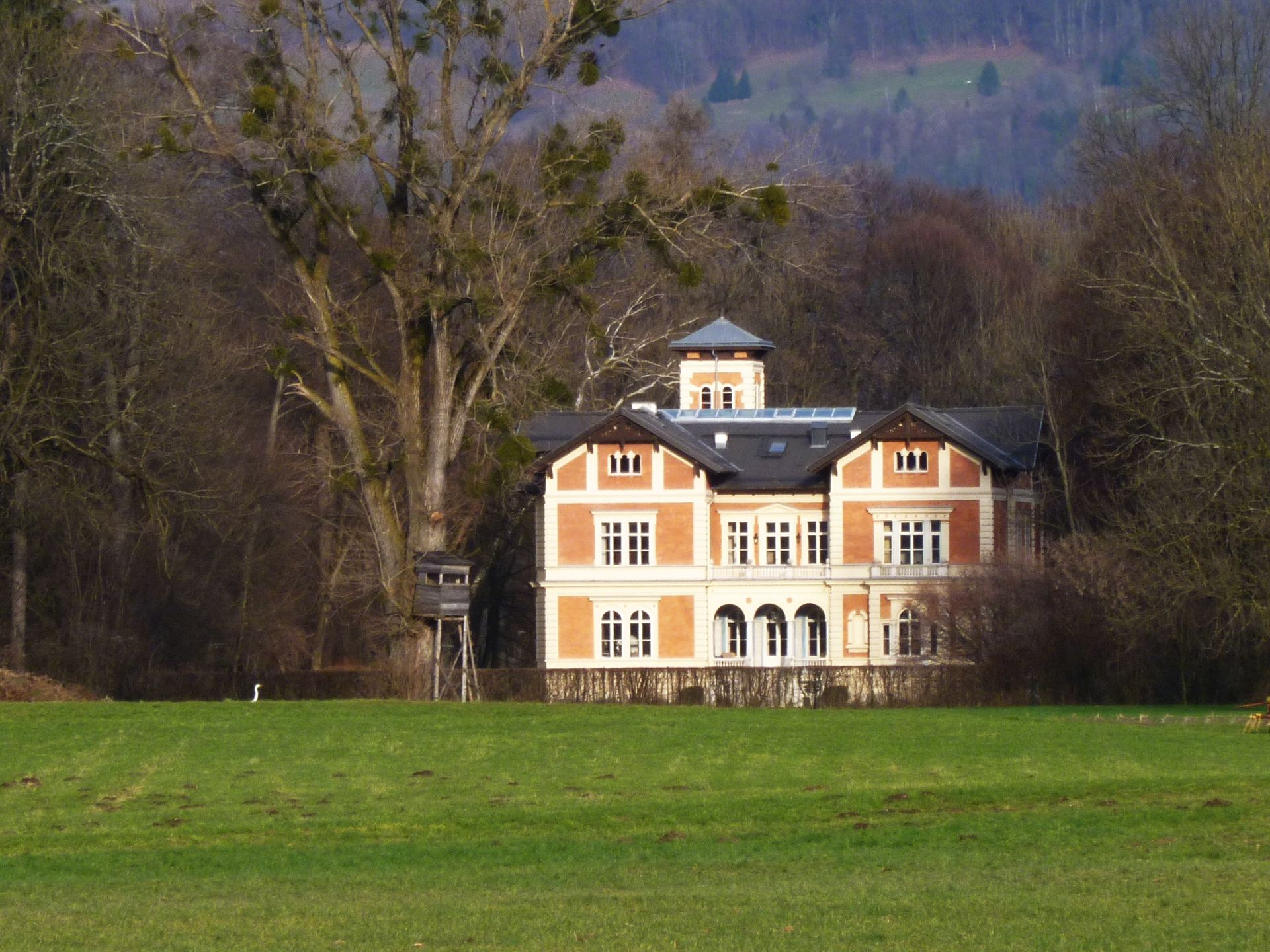
Villa Swoboda v Anifu, bydliště Karla Habsbursko-Lotrinského

Od roku 1981 žil v Salcburku a v 90. letech se přestěhoval do městečka Anifu poblíž Salcburku, do domu Casa Austria (dříve Villa Swoboda).
Dne 31. ledna 1993 se v Mariazellu oženil s Francescou Thyssen-Bornemisza (* 7. června 1958 Lausanne), dcerou Hanse Heinricha Thyssen-Bornemisza de Kászon. Francesca je sběratelkou umění. Od roku 2003 žili v odloučení. Když jejich poslední dítě dosáhlo plnoletosti, pár se v tichosti rozvedl. Karl informaci o rozvodu potvrdil teprve na podzim 2020, ale nezveřejnil, kdy přesně k němu došlo. V manželství se narodily tři děti:
- 1. Eleonore Jelena (* 28. února 1994 Salcburk), od 20. července 2020 vdaná za belgického automobilového závodníka Jérôma d'Ambrosio
- 2. Ferdinand Zvonimír (* 21. června 1997 Salcburk), druhý dědic dynastie habsbursko-lotrinské
- 3. Gloria Maria (* 15. října 1999 Salcburk), její kmotrou je Gloria, princezna z Thurn-Taxisu.

Prvorozená dcera se živí modelingem, syn Ferdinand je úspěšným automobilovým závodníkem za Rakousko.
V roce 2013 byl Karel se svými dcerami hostem pravidelné akce s názvem Audience u císaře Karla I. pořádané každoročně na zámku v Brandýse nad Labem.
Podle rozsudku Zemského správního soudu ve Vídni z roku 2019 měl Karel Habsbursko-Lotrinský porušit tzv. Šlechtický zákon v Rakousku, když své internetové stránky pojmenoval karlvonhabsburg.at. Od trestu však muselo být upuštěno, neboť vyměřená pokuta 20 000 rakouských korun je irelevantní. Je tudíž z právního hlediska nejasné, zda má být použit přepočtový kurz rakouských korun, aby mohla být uložena pokuta.
Dne 28. května 2021 mu byla u příležitosti šedesátých narozenin v sídle Řádu sv. Jiří ve Vídni předána kopie české svatováclavské koruny, o které rozhodl, že má být trvale vystavena v sídle Řádu.
Od 4. dubna 2022 je ženatý s Christian Reidovou

## Vyjádření k tzv. „Habsburskému zákonu“ a Zákonu o zrušení šlechty
V prosinci 2013 v rozhovoru pro český deník Mladá fronta Dnes Karel Habsburský přirovnal tzv. Habsburský zákon k Benešovým dekretům:
| „                                               | Es gibt aber noch bestimmte rechtliche Beschränkungen. Die Habsburg-Gesetze sind genauso wie die Beneš-Dekrete ein völliger Unsinn. Sie sind völlig überholt. | Stále ovšem existují určitá právní omezení. Habsburské zákony, stejně jako Benešovy dekrety, jsou naprostý nesmysl. Jsou již zcela překonané. | “ |
| — Karel Habsbursko-Lotrinský, Mladá fronta Dnes | | |   |

## Spisy
- Das Europa-Service-Buch. Programme-Adressen - Förderungen - Institutionen der EU (2001), ISBN 3-7020-0838-1
- Die Kapuzinergruft bei den PP Kapuzinern zu Wien (2001 - Vorwort), ISBN 3-9500584-3-5

## Vývod z předků
|                            |                                 |  |                             |                                           |  |  |  |  |  |  |  | Karel Ludvík Rakousko-Uherský |
|                            |                                 |  |                             |                                           |  |  |  |  |  |  |  |                               |
|                            | Ota František Josef Rakouský    |  |                             |                                           |  |  |  |  |  |  |  |                               |
|                            |                                 |  |                             |                                           |  |  |  |  |  |  |  |                               |
|                            |                                 |  |                             | Marie Annunziata Neapolsko-Sicilská       |  |  |  |  |  |  |  |                               |
|                            |                                 |  |                             |                                           |  |  |  |  |  |  |  |                               |
|                            | Karel I.                        |  |                             |                                           |  |  |  |  |  |  |  |                               |
|                            |                                 |  |                             |                                           |  |  |  |  |  |  |  |                               |
|                            |                                 |  |                             | Jiří I. Saský                             |  |  |  |  |  |  |  |                               |
|                            |                                 |  |                             |                                           |  |  |  |  |  |  |  |                               |
|                            | Marie Josefa Saská              |  |                             |                                           |  |  |  |  |  |  |  |                               |
|                            |                                 |  |                             |                                           |  |  |  |  |  |  |  |                               |
|                            |                                 |  |                             | Marie Anna Portugalská                    |  |  |  |  |  |  |  |                               |
|                            |                                 |  |                             |                                           |  |  |  |  |  |  |  |                               |
|                            | Otto Habsbursko-Lotrinský       |  |                             |                                           |  |  |  |  |  |  |  |                               |
|                            |                                 |  |                             |                                           |  |  |  |  |  |  |  |                               |
|                            |                                 |  |                             | Karel III. Parmský                        |  |  |  |  |  |  |  |                               |
|                            |                                 |  |                             |                                           |  |  |  |  |  |  |  |                               |
|                            | Robert I. Parmský               |  |                             |                                           |  |  |  |  |  |  |  |                               |
|                            |                                 |  |                             |                                           |  |  |  |  |  |  |  |                               |
|                            |                                 |  |                             | Luisa Marie Terezie z Artois              |  |  |  |  |  |  |  |                               |
|                            |                                 |  |                             |                                           |  |  |  |  |  |  |  |                               |
|                            | Zita Bourbonsko-Parmská         |  |                             |                                           |  |  |  |  |  |  |  |                               |
|                            |                                 |  |                             |                                           |  |  |  |  |  |  |  |                               |
|                            |                                 |  |                             | Michal I. Portugalský                     |  |  |  |  |  |  |  |                               |
|                            |                                 |  |                             |                                           |  |  |  |  |  |  |  |                               |
|                            | Marie Antonie z Braganzy        |  |                             |                                           |  |  |  |  |  |  |  |                               |
|                            |                                 |  |                             |                                           |  |  |  |  |  |  |  |                               |
|                            |                                 |  |                             | Adelaida z Löwenstein-Wertheim-Rosenbergu |  |  |  |  |  |  |  |                               |
|                            |                                 |  |                             |                                           |  |  |  |  |  |  |  |                               |
| Karel Habsbursko-Lotrinský |                                 |  |                             |                                           |  |  |  |  |  |  |  |                               |
|                            |                                 |  |                             |                                           |  |  |  |  |  |  |  |                               |
|                            |                                 |  | Jiří II. Sasko-Meiningenský |                                           |  |  |  |  |  |  |  |                               |
|                            |                                 |  |                             |                                           |  |  |  |  |  |  |  |                               |
|                            | Fridrich Jan Sasko-Meiningenský |  |                             |                                           |  |  |  |  |  |  |  |                               |
|                            |                                 |  |                             |                                           |  |  |  |  |  |  |  |                               |
|                            |                                 |  |                             | Feodora z Hohenlohe-Langenburgu           |  |  |  |  |  |  |  |                               |
|                            |                                 |  |                             |                                           |  |  |  |  |  |  |  |                               |
|                            | Jiří III. Sasko-Meiningenský    |  |                             |                                           |  |  |  |  |  |  |  |                               |
|                            |                                 |  |                             |                                           |  |  |  |  |  |  |  |                               |
|                            |                                 |  |                             | Arnošt II. Lippsko-Biesterfeldský         |  |  |  |  |  |  |  |                               |
|                            |                                 |  |                             |                                           |  |  |  |  |  |  |  |                               |
|                            | Adéla z Lippe-Biesterfeldu      |  |                             |                                           |  |  |  |  |  |  |  |                               |
|                            |                                 |  |                             |                                           |  |  |  |  |  |  |  |                               |
|                            |                                 |  |                             | Karolína z Wartenslebenu                  |  |  |  |  |  |  |  |                               |
|                            |                                 |  |                             |                                           |  |  |  |  |  |  |  |                               |
|                            | Regina Sasko-Meiningenská       |  |                             |                                           |  |  |  |  |  |  |  |                               |
|                            |                                 |  |                             |                                           |  |  |  |  |  |  |  |                               |
|                            |                                 |  |                             |                                           |  |  |  |  |  |  |  |                               |
|                            |                                 |  |                             |                                           |  |  |  |  |  |  |  |                               |
|                            | Alfred von Korff                |  |                             |                                           |  |  |  |  |  |  |  |                               |
|                            |                                 |  |                             |                                           |  |  |  |  |  |  |  |                               |
|                            |                                 |  |                             |                                           |  |  |  |  |  |  |  |                               |
|                            |                                 |  |                             |                                           |  |  |  |  |  |  |  |                               |
|                            | Klara-Marie von Korff           |  |                             |                                           |  |  |  |  |  |  |  |                               |
|                            |                                 |  |                             |                                           |  |  |  |  |  |  |  |                               |
|                            |                                 |  |                             |                                           |  |  |  |  |  |  |  |                               |
|                            |                                 |  |                             |                                           |  |  |  |  |  |  |  |                               |
|                            | Helene von Hilgers              |  |                             |                                           |  |  |  |  |  |  |  |                               |
|                            |                                 |  |                             |                                           |  |  |  |  |  |  |  |                               |
|                            |                                 |  |                             |                                           |  |  |  |  |  |  |  |                               |
|                            |                                 |  |                             |                                           |  |  |  |  |  |  |  |                               |

| Předchůdce: Otto von Habsburg | Znak z doby nástupu | Pretendent českého trůnu od 2011 | Znak z doby konce vlády | Nástupce: - |

| Předchůdce: Otto von Habsburg | Znak z doby nástupu | Hlava dynastie od 2007 | Znak z doby konce vlády | Nástupce: - |